# Pinguicula vallisneriifolia
Pinguicula vallisneriifolia este o specie de plante carnivore din genul Pinguicula, familia Lentibulariaceae, ordinul Lamiales, descrisă de Philip Barker Webb. Conform Catalogue of Life specia Pinguicula vallisneriifolia nu are subspecii cunoscute.